# Aromobates meridensis
Aromobates meridensis (Dole & Durant, 1973) è un anfibio anuro, appartenente alla famiglia degli Aromobatidi.

## Etimologia
L'epiteto specifico, composto da merid[a] e dal suffisso latino -ensis (che vive in, che abita), è stato dato in riferimento al luogo della sua scoperta.

## Distribuzione e habitat
È endemica della Cordillère de Mérida in Venezuela. Si trova tra i 1880 e i 2400 metri di altitudine nello stato di Mérida.